# Charles Leno Jr.
Charles Leno Jr. (* 9. Oktober 1991 in Oakland, Kalifornien) ist ein US-amerikanischer American-Football-Spieler in der National Football League (NFL). Er spielte von 2014 bis 2020 für die Chicago Bears als Offensive Tackle. Anschließend stand Leno bei den Washington Commanders unter Vertrag.

## College
Leno, der auf der Highschool auch als Basketballer gute Leistungen zeigte, besuchte die Boise State University und spielte für deren Team, die Broncos, erfolgreich College Football. Zwischen 2010 und 2013 bestritt er 49 Spiele. 39 mal wurde er als Starting-Tackle aufgeboten, zumeist auf der linken Seite.

## NFL

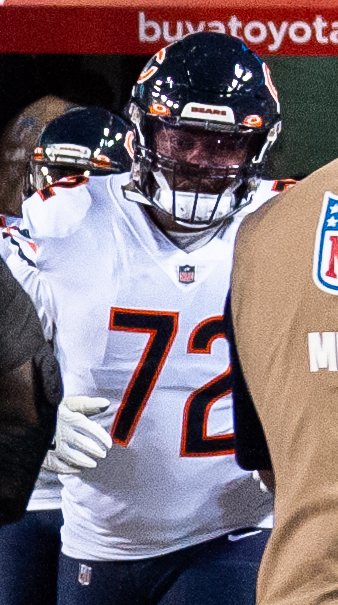
Leno bei den Chicago Bears (2019)

Beim NFL Draft 2014 wurde er von den Chicago Bears in der 7. Runde als insgesamt 246. Spieler ausgewählt und erhielt einen Vierjahresvertrag über 2,26 Millionen US-Dollar.
 In seiner Rookie-Saison kam er in 6 Partien zum Einsatz, einmal sogar als Starter. In den folgenden Spielzeiten entwickelte er sich zu einer verlässlichen Stütze in der Offensive Line der Bears. Seine konstant guten Leistungen honorierte der Verein, indem er Leno schon frühzeitig weiter verpflichtete. 2017 erhielt er einen neuen Vierjahresvertrag in der Höhe von 38 Millionen US-Dollar, 21,5 davon garantiert.
2018 lief er wiederum in allen Spielen als Starter auf und half so mit, dass die Bears erstmals seit 2010 die Play-offs erreichen konnten und wurde erstmals in den Pro Bowl berufen. Leno kam in 102 Spielen für die Bears zum Einsatz, davon 94-mal als Starter. Am 3. Mai 2021 entließen die Bears ihn, nachdem sie in der zweiten Runde des NFL Draft 2021 Tackle Teven Jenkins ausgewählt hatten.
Kurz darauf unterschrieb Leno einen Einjahresvertrag über 5 Millionen Dollar beim Washington Football Team. Nachdem er dort als Stammspieler auf der Position des Left Tackles hatte überzeugen können, unterschrieb er im Januar 2022 eine Vertragsverlängerung um drei Jahre im Wert von 37,5 Millionen US-Dollar in Washington. Am 2. Februar 2022 änderte das Football Team seinen Namen zu Washington Commanders. Leno war in 47 Spielen Starter auf der Position des Left Tackles. Am 1. März 2024 wurde er nach drei Jahren entlassen.